# C'était avant la guerre à l'Anse-à-Gilles

C'était avant la guerre à l'Anse-à-Gilles est une comédie dramatique en 2 actes, de l’écrivaine et dramaturge Marie Laberge. Elle est écrite en 1980 et présentée pour la première fois le 15 janvier 1981 à la salle Fred Barry de la Nouvelle Compagnie Théâtrale, à Montréal, dans une mise en scène de Lorraine Pintal.

## Résumé
Dans le village de l'Anse-à-Gilles, en 1931, peu de temps avant l'époque de la Grande Noirceur, vit une jeune femme prénommée Marianna. Veuve de Batiste Bédard, elle doit s'occuper du lavage et repassage des personnes plus fortunées du village afin d'assurer sa subsistance et conserver sa maison. Décrite comme une grande rêveuse qui fantasme sur l'idée de partir loin de son village, Marianna est une personne aux idées marginales et avant-gardistes. Elle reçoit souvent la visite de son bon ami Honoré, un homme de 37 ans,  célibataire, qui souhaite un jour demander sa main en mariage. Il exerce le métier de jardinier pour la famille des Levasseur et se laisse souvent berner par les commérages du village. Il y a également le personnage de Rosalie, une jeune orpheline qui exerce le métier de servante pour des « gens bien »,  qui abusent malencontreusement d'elle de toutes les façons possibles. Elle vient souvent demander conseil à Marianna et viendra se réfugier chez elle quand le maître de la maison tentera de l'abuser sexuellement. Finalement, il y a le personnage de la vielle Mina, tante de Marianna, qui est décrite comme une femme coriace, ayant des idées bien arrêtées et conservatrices sur la place de la femme dans la société. Le récit tourne autour de l'affranchissement progressif de la jeune veuve, et ce grâce à son entourage qui est, pour la plupart, en désaccord avec ses idéologies. La pièce se termine par le départ de la cuisine de Marianna et de Rosalie qui quittent vers la ville.

## Personnages
Quatre personnages composent la distribution de la pièce : 
- Marianna, personnage principal, jeune veuve âgée de 29 ans et blanchisseuse pour les familles aisées
- Honoré, 37 ans, jardinier de métier, amoureux de Marianna
- Rosalie, 19 ans, orpheline et servante pour une famille aisée
- Mina, 58 ans, tante de Marianna

## Thèmes
Le « refus de la vie traditionnelle » est le thème central de la pièce. Le personnage de Marianna présente des idéologies très marginales et avant-gardistes. Elle s'oppose à l'idée de devoir se remarier pour qu'un homme subvienne à ses besoins, elle ne rêve pas de fonder une famille ni de devenir une sœur et elle est en faveur du droit de vote pour les femmes.   Elle se sent piégée par les normes sociales dans les sociétés rurales au Québec et le confinement des femmes à la maison. Elle rêve de s'enfuir loin de l'Anse-à-Gilles et vivre la vie des femmes modernes en ville. L'agression sexuelle est un autre des thèmes importants du récit.La jeune Rosalie se fait attaquer par le maître de la maison, complètement ivre. Le fait qu'elle soit orpheline et servante, à cette époque, font d'elle une femme vulnérable et facilement atteignable qui ne peut pas être considérée par la justice. La scène où Rosalie raconte son agression à Marianna, est décrite de façon que le lecteur puisse ressentir la même rancune et le même dégoût que le personnage elle-même :  : «Pis y touchait fort, pis y m'emprisonnait dans ses jambes, pis ses mains, ses mains... y, y touchait partout, y...y prenaient partout, pis y l'vait ma robe en tirant comme pour la déchirer, pis...ça sentait, ça sentait parce qu'y soufflait fort... Pis y m'mouillait toute, y m'lichait dans l'cou, partout, comme si y s'rait un chien...» Finalement, l'antiféministe est un autre des thèmes présentés dans l'œuvre de Marie Laberge. Le personnage de Mina serait celui qui incarnerait cette idée, puisqu'elle est en éternelle opposition avec les opinions de Marianna. Elle est contre le droit de vote des femmes : « Qué cé qu'on a tant besoin d'voter nous aut'? C'est pas nos affaires : l'curé l'a dit encôr la s'maine passée : l'Église est pas pour ça, les discussions politiques c'est pas pour les femmes, c'est trop échauffant, pis avoir le droit d'vote ça va nous monter à tête, ça.», contre le célibat pour les femmes et pense que la ville est dangereuse. Elle représente l'idée de l'antiféministe dans l'œuvre de Laberge puisqu'elle est en opposition avec toutes les idéologies d'avancement de Marianna.   

## Analyse
La pièce C'était avant la guerre à l'Anse-à-Gilles se déroule entièrement dans la cuisine de Marianna. Ce qui crée un sentiment de répétition, l'impression de revivre sans cesse la même journée et d'être enfermé, nous aussi, dans la routine du personnage principal. Nous avançons dans le récit avec l'impression que Marianna se délivre tranquillement de ses chaînes de femme dominée. En s'objectant aux traditions rurales de l'époque (refus de se remarier, en faveur du droit de vote pour les femmes, n'a aucun désir de parentalité, etc.), elle devient de plus en plus solide et indépendante. Il est d'ailleurs intéressant de constater que le personnage de Marianna est le seul à être maître de son destin : Rosalie est une jeune orpheline,  servante pour une famille extrêmement contrôlante qui la tétanise et l'empêche de vivre une potentielle histoire d'amour avec Florent. Honoré, quant à lui, est sélectionné par le curé du village pour aller peupler le nord du Québec, et ce même s'il ne le veut pas. Il est également amoureux de Marianna, mais ne peut pas s'épanouir dans cette relation qui n'est pas réciproque. Finalement, le personnage de Mina est inconsciemment esclave de l'Église catholique et doit cohabiter avec sa bru qu'elle méprise au plus haut point. Personne n'est en contrôle de son destin, excepté Marianna. Celle-ci, est propriétaire de son domaine, elle travaille à son compte et refuse d'obéir aux recommandations matrimoniales du curé,.  
Le fait qu’elle s’achète une radio pour pouvoir avoir accès à l’information, et ainsi arrêter le cercle de l’ignorance, est une façon pour elle de se projeter dans une autre vie.  Marie Laberge dit dans une entrevue accordée à la revue théâtrale Jeu «Le déclencheur de C'était avant la guerre... c'est la peine que cela m'a fait de voir que les femmes, quand elles avaient le droit de parole, quand elles ont enfin eu une tribune, ce sont ces propos-là qu'elles ont tenus. Le propos de la victime consentante. Pourquoi choisir cela? Pourquoi leur souffrance historique, quand elles peuvent l'exprimer, s'exprime-t-elle dans le monde de leurs oppresseurs? L'année 1936 m'est apparue comme une charnière parce que le féminisme était extrêmement virulent dans ces années-là.» Bien que les autres personnages ne soient pas en total accord avec ses choix, il n'en reste pas moins qu'ils viennent continuellement chez elle chercher du réconfort et des conseils. Elle est le pilier de l'histoire, l'unique personne en parfait contrôle de sa vie grâce à sa marginalité.  À la fin de la pièce, nous pouvons voir Marianna et Rosalie sortirent de la maison pour symboliser la fin de la vie telle qu’elles la connaissent. Une marque de délivrance et d’affront.

## Réception critique
- « Peut-être parce qu'elle nous entraîne dans de sombres allées de notre identité collective tout en donnant à rire, C'était avant la guerre à l'anse à Gilles est l'une, si ce n'est LA pièce la plus fréquemment jouée de Marie Laberge. » Jean St-Hilaire, Le Soleil, 15 juillet 1994 [9]
- « De toute évidence, en effet, Marie Laberge connaît les ficelles du métier d'auteure dramatique. Fidèle à sa propre sensibilité, fidèle aussi à un style d'écriture personnel, elle ne déteste pas relever des défis frôler, comme ici, le gros mélo et s'essayer à faire revivre et à interpréter une époque qu'elle ne connaît que par la consultation des journaux et de certains documents. Ce qu'il y a d'intéressant dans la démarche de Marie Laberge relativement à C'était avant la guerre à l'Anse à Gilles, c'est cette façon unique et originale qu'elle a de transcender l'anecdotique et la contingence historique pour retrouver ce qu'il y a d'essentiel et de capital (et de profondément humain) dans le comportement des personnages qu'elle met en opposition ou en complicité. Elle parvient à rendre ses échanges passionnants grâce à l'attention particulière qu'elle porte au langage de chacun. » Martial Dassylva, La Presse, 21 janvier 1981 [9]
- « L'auteure saisit la langue de bois des années trente dans ce qu'elle avait de "naturel" pour des millions de gens et fait entendre le murmure d'une autre langue. L'auteure dépeint donc un langage autre, un monde autre, celui, plus "moderne", moins réactionnaire, contre celui, archaïque, de la famille et des leurres. J'aime aussi la façon qu'a Marie Laberge de faire passer, pour chaque personnage, mineur ou majeur, cette idée de destinée. » Lettres québécoises, n°55, automne 1989 [9]
- « Tout est en douceur dans ce texte superbe qui fait revivre des moments de grande simplicité dans un langage exemplaire. » Jacques Larue-Langlois, Le Devoir, 21 janvier 1981[9].

## Traductions
- Traduit en anglais par Alan Browning sous le titre Before the War, Down at l'Anse à Gilles, 1986, lecture publique
- Traduit en anglais par John Murrell sous le titre de Before the War at l'Anse à Gilles, 1986

## Distributions
1981
Mise en scène Lorraine Pintal, salle Fred Barry.
- Christiane Raymond : Marianna
- Michel Daible : Honoré
- Monique Spaziani : Rosalie
- Luce Guilbeault : Mina

1997
Mise en scène : Monique Duceppe, Théâtre Duceppe.
- Guylaine Tremblay : Marianna
- Alain Souvi : Honoré
- Suzanne Clément : Rosalie
- Béatrice Picard : Mina

2005
Mise en scène Alain Robitaille, Théâtre du Tandem.
- Alexandre Agostini : Marianna
- Pierre Limoge : Honoré
- Solène Bernier : Rosalie
- Odette Caro : Mina